# Ben Freha
Ben Freha là một đô thị thuộc tỉnh Oran, Algérie. Dân số thời điểm năm 2002 là 14.565 người.